# Wawa (peuple)
Pour les articles homonymes, voir Wawa.
Les Wawa sont une population vivant au Cameroun sur les hauts-plateaux de l'Adamoua, entre Banyo et la frontière avec le Nigeria.

## Population
En 1995, leur nombre a été estimé entre 3 et 4 000 personnes, réparties dans une dizaine de villages.
Les noms de plusieurs localités de la commune de Banyo témoignent de cette implantation, tels que Mbassewa Wawa, Mbenguedje Wawa, Ndiwawa, Ngandoua Wawa, Oumyari-Wawa, Tapawa-Wawa.

## Langue
Ils parlent le wawa, une langue bantoïde mambiloïde en danger qui ne comptait plus que 3 000 locuteurs en 1991. 